# 巴肯施泰因山
47°39′18″N 13°52′04″E / 47.654944°N 13.867857°E

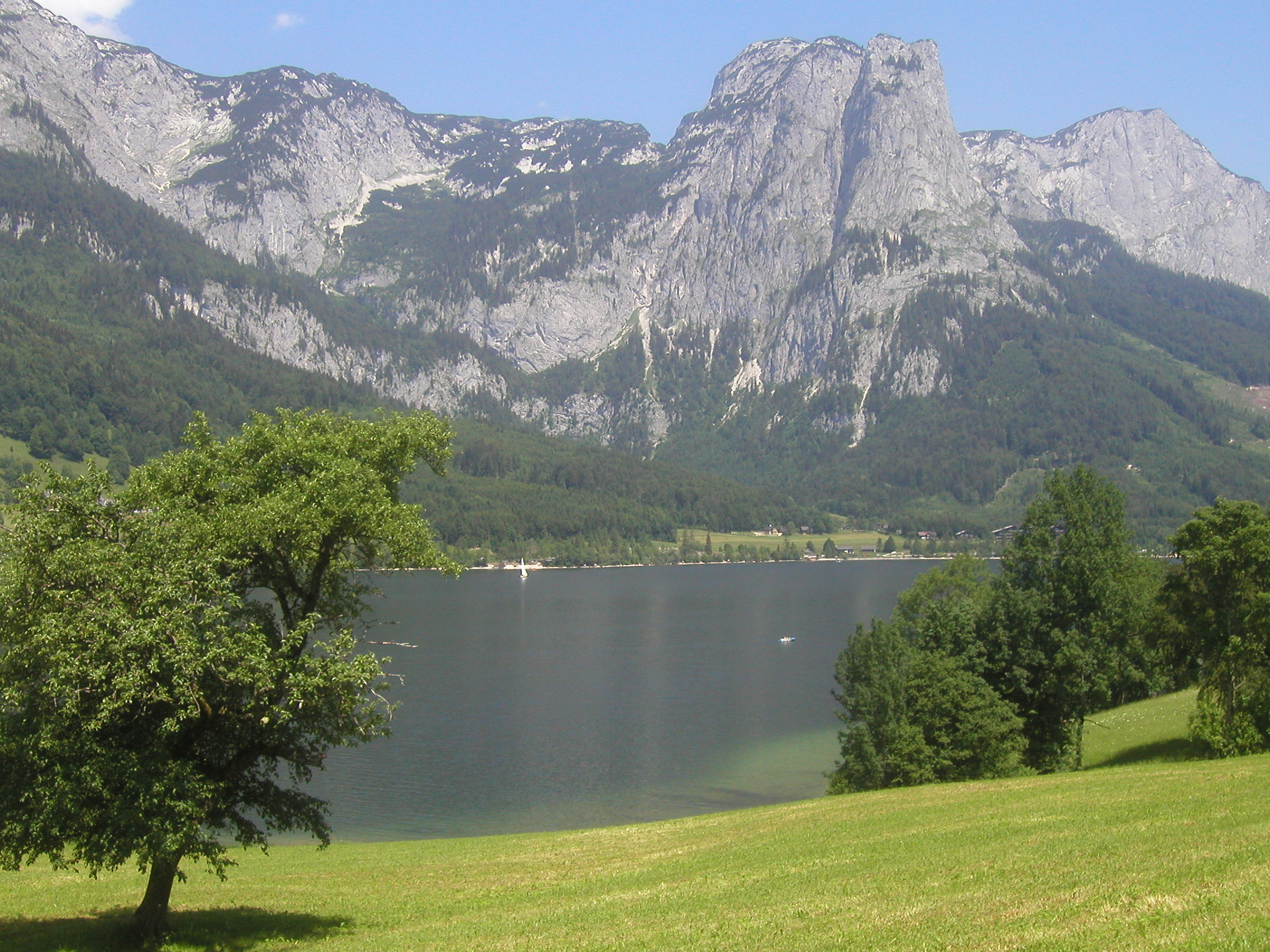

巴肯施泰因山（德語：Backenstein），是奧地利的山峰，位於該國東南部，由施泰爾馬克州負責管轄，屬於托特斯山脈的一部分，海拔高度1,772米，每年平均降雨量1,801毫米。